# Grammoptera andrei
Grammoptera andrei är en skalbaggsart som beskrevs av Holzschuh 1999. Grammoptera andrei ingår i släktet Grammoptera och familjen långhorningar. Inga underarter finns listade i Catalogue of Life.